# Scille de Sibérie
Scilla siberica
Espèce
Classification APG III (2009)
La Scille de Sibérie, Scilla siberica, est une espèce de petites plantes bulbeuses qui, contrairement à ce qu'indique son nom, est originaire du sud-ouest de la Russie, du Caucase et de Turquie.
Elle appartient à la famille des Liliaceae selon la classification classique. La classification phylogénétique la place dans la famille des Hyacinthaceae (ou optionnellement dans celle des Asparagaceae).
Synonyme
- Othocallis siberica (Haw.) Speta, 1998.

## Description
Haute de 10 à 20 cm, cette plante vivace produit de petites fleurs bleu violet dès mars.

## Phénologie
Elle passe l'hiver sous forme d'un petit bulbe de la taille approximative de l'extrémité du petit doigt et, très tôt au printemps, elle développe ses feuilles, produit une ou plusieurs petites fleurs bleues, puis forme des graines et disparaît du regard en été.

## Habitat
En Europe et en Amérique du Nord, la scille de Sibérie sert à l'ornement des jardins, elle peut être plantée dans les pelouses. Elle supporte un trafic pédestre léger pendant sa dormance. Elle apprécie un sol frais et humide d'une fertilité moyenne. Vu ses origines, elle est très tolérante au froid. Un climat trop chaud ou trop sec ne lui convient pas, bien que la lumière solaire et une ombre modérée lui réussissent.

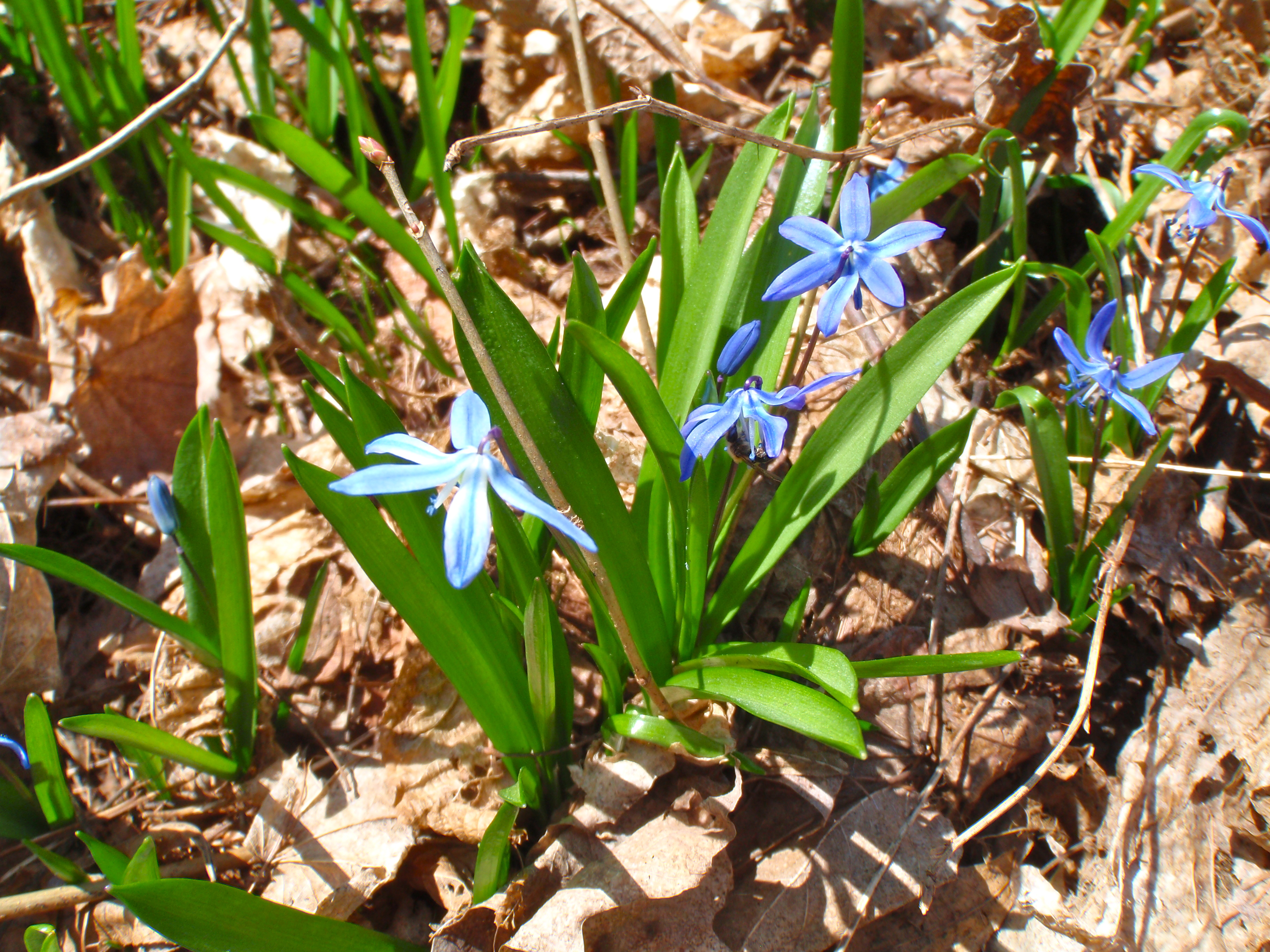
Scille de Sibérie.
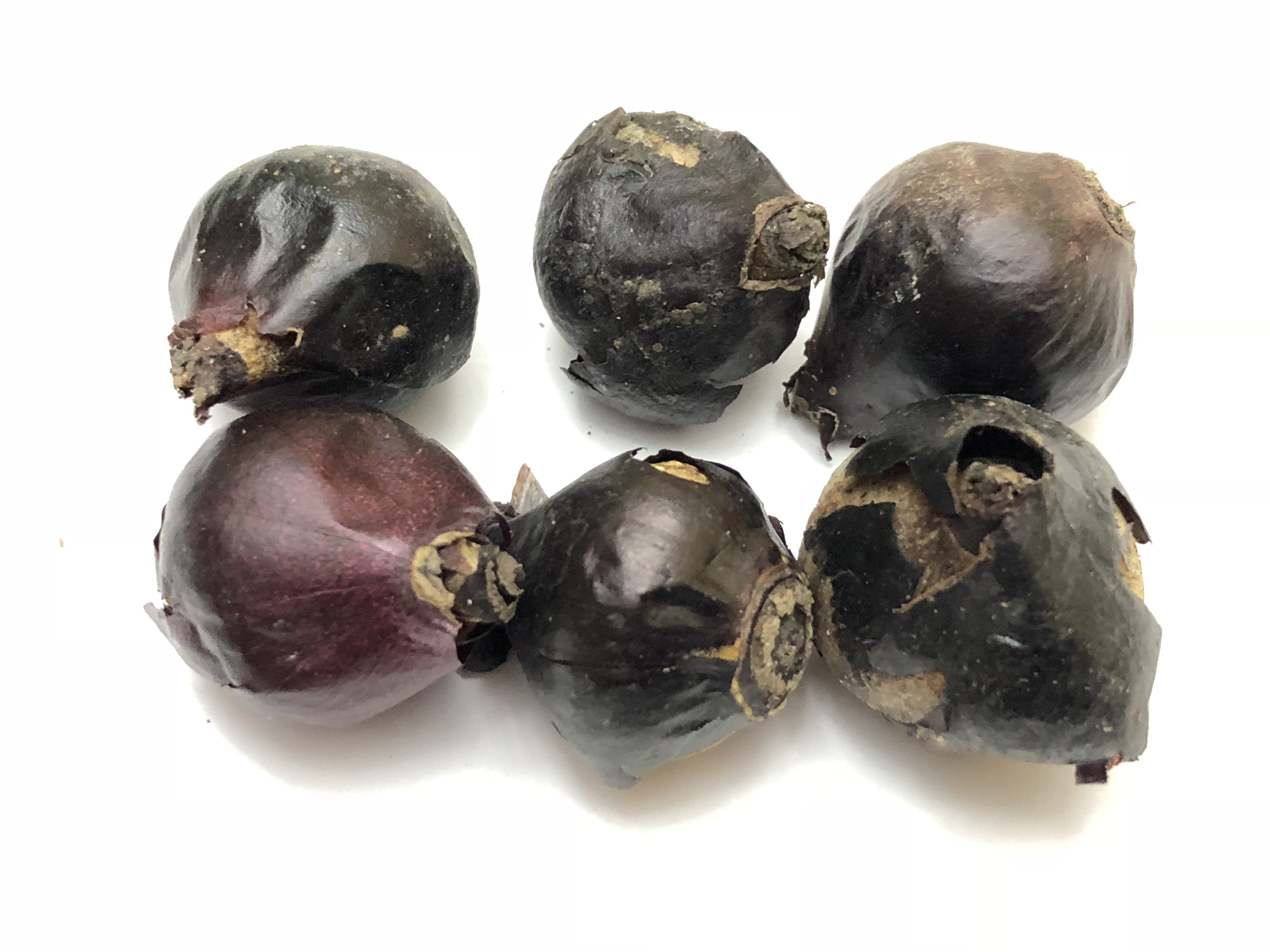
Bulbes.
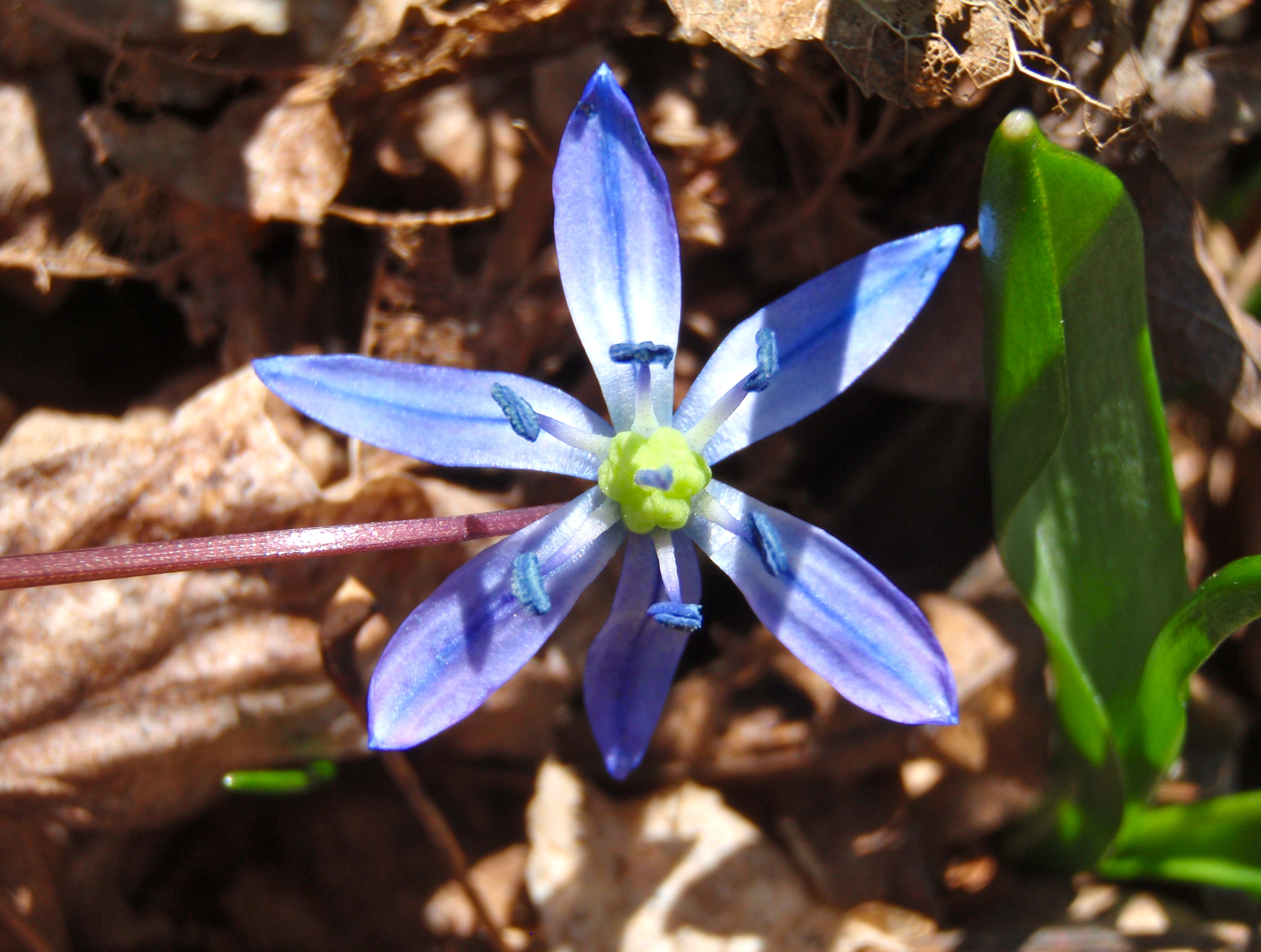
Fleur.
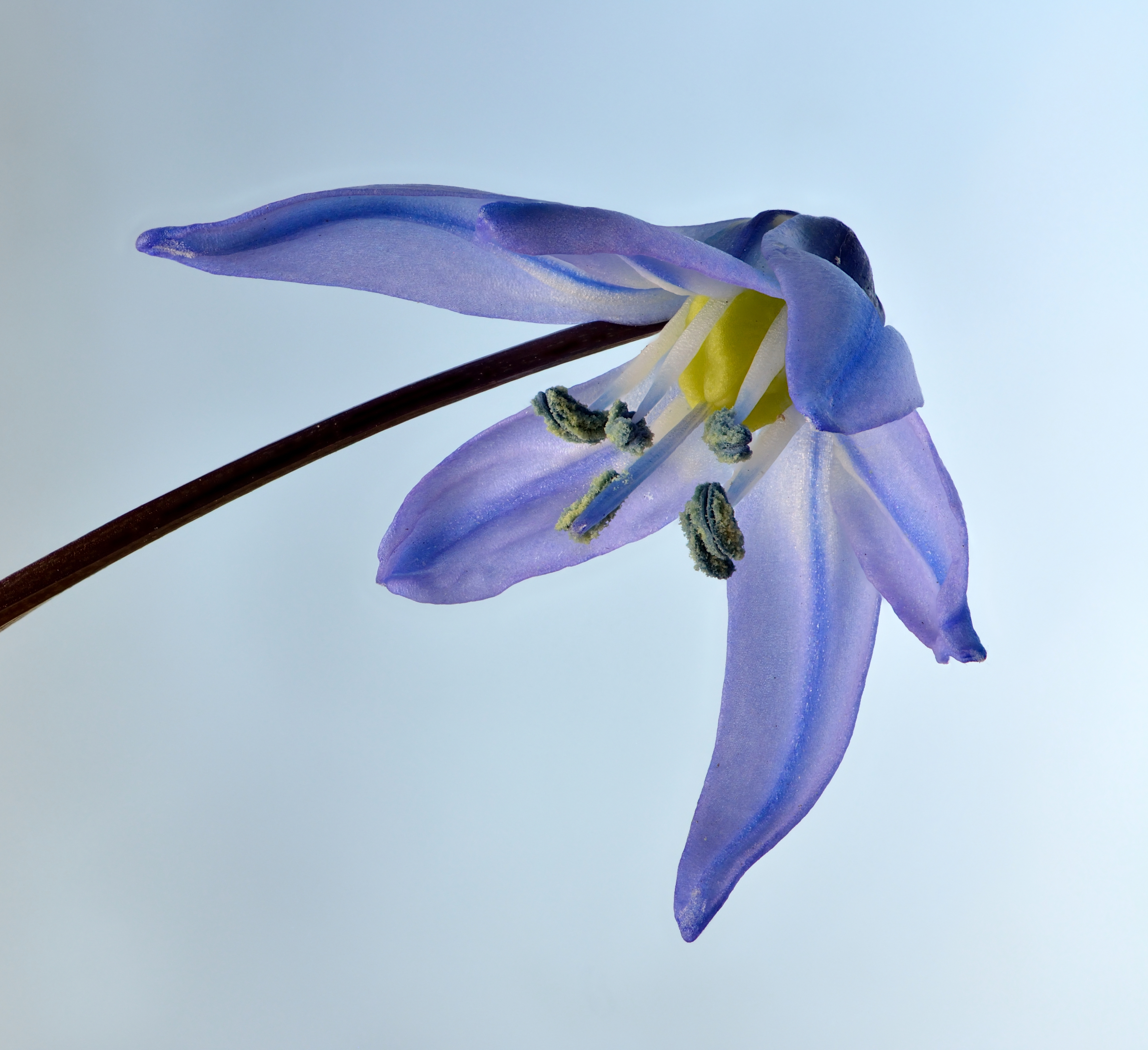
Fleur.

## Interactions biologiques
Antherospora scillae, un champignon minuscule (env. 10 μm) infecte les étamines de Scilla siberica. Il se substitue au pollen et utilise les insectes pollinisateurs comme vecteur de dissémination.